# Kyle Leahy
Kyle Yandow Leahy (Boulder, Colorado, 4 de junio de 1997), más conocido como Kyle Leahy, es un jugador profesional estadounidense de béisbol que se desempeña en la posición de lanzador en St. Louis Cardinals, equipo de las Grandes Ligas de Béisbol (MLB).

## Carrera
En 2023, Leahy hizo su debut en la MLB con el equipo St. Louis Cardinals, donde lleva jugando dos temporadas.